# بركان تصدعي

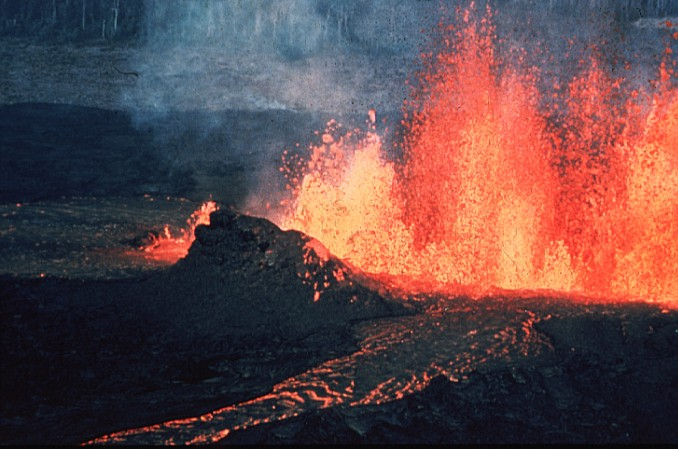
البركان التصدعي.

بركان تصدعي (بالألمانية: Spaltenvulkan)‏ هو نوع من البراكين ذات التضاريس الخاصة، فهو يوجد كتصدع في الأرض أي في شقوق أرضية. وهو يمتد بطول التصدع الأرضي بعكس البراكين المعتادة التي تنشأ في نقطة مركزية ويكون لها قصبة عميقة تحت الأرض تخرج منها الصهارة أو الحمم. تنساب الحمم من الشق الطولي في الأرض، وقد تكون في شكل طبقات فوق بعضها البعض ذات حقول عريضة من الحمم.
ويستعمل لفظ البركان التصدعي على الأخص في أيسلندا ويعتبر بركان هيكلا واحدا من هذا النوع حيث يمتد البركان في تصدع بطول 40 كيلومتر.

## اقرأ أيضا
- ثوران جبل سانت هيلين سنة 1980
- بركان
- انبثاق بركاني
- انفجار بركاني
- الصهارة
- بركان هيكلا